# Hamdi Salihi
Hamdi Salihi (Shkodër, 19 januari 1984) is een Albanees voetballer (aanvaller) die sinds 2015 voor de Albanese club Skënderbeu Korçë uitkomt. Eerder speelde hij onder andere voor Panionios, SK Tirana en SK Rapid Wien. In het seizoen 2005/2006 was hij de topscorer van de Albanese competitie.

## Interlandcarrière
Sinds 2006 speelde Salihi in totaal 46 interlands voor de Albanese nationale ploeg, waarin hij elfmaal tot scoren kwam. Hij maakte zijn debuut op 22 maart 2006 in een vriendschappelijke interland tegen Georgië, die eindigde in een 0-0 gelijkspel.

## Erelijst
SK Tirana
- Albanees landskampioen

2007
- Beker van Albanië

2006
- Albanese Supercup

2005, 2006